# Блетин, Бренда
Бре́нда Бле́тин OBE (урожд. Боттл; англ. Brenda Blethyn, род. 20 февраля 1946, Рамсгит, Кент) — британская актриса, обладательница премий «Золотой глобус» и BAFTA, а также дважды номинантка на премию «Оскар».

## Биография
Родилась в английском портовом городке Рамсгите на берегу Северного моря. Она стала младшей из девяти детей (единственной сестрой для восьми братьев) в католической семье инженера Уильяма Боттла (англ. William Charles Bottle, 1894—1984) и домохозяйки Луизы Кэтлин (англ. Louisa Kathleen, 1904—1992). Детство прошло в трудные послевоенные годы. После школы училась в техническом колледже, работала стенографисткой и бухгалтером. После развода с первым мужем поступила в Гилфордскую театральную школу, по окончании которой уехала в Лондон.
С 1976 года играла на сцене Королевского национального театра. В 1980 году дебютировала на телевидении, в картине «Взрослые» режиссёра Майка Ли и сериале «Пьеса дня». После ряда второстепенных ролей в кино (фильмы «Ведьмы», «Там, где течёт река» и другие) совершила большой прорыв в 1996 году, исполнив одну из главных ролей в драмеди Майка Ли «Тайны и ложь». Получила премии BAFTA и «Золотой глобус», а также была номинирована на «Оскар». Спустя два года вновь стала номинанткой на премию Американской киноакадемии за роль предприимчивой матери молодой певицы в фильме «Голосок».
В последующие годы появилась во многих успешных картинах, таких как «Спасите Грейс» (2000), «У моря» (2004), «Интимный словарь» (2005), «Гордость и предубеждение» (2005) и «Искупление» (2007).

## Личная жизнь
В 1964 году вышла замуж за графического дизайнера Алана Джеймса Блетина (англ. Alan James Blethyn), с которым прожила в браке до 1973 года. Блетин сохранила фамилию мужа в качестве своего профессионального имени. Британский арт-директор Майкл Мэйхью был её партнёром с 1975 года; они поженилась в июне 2010 года .

## Фильмография
| Год       |    | Русское название                                   | Оригинальное название             | Роль                                      |
| --------- | -- | -------------------------------------------------- | --------------------------------- | ----------------------------------------- |
| 1980      | с  | Пьеса дня                                          | Play for Today                    | Мэри (эпизод «Имитация игры»)             |
| 1980      | тф | Взрослые                                           | Grown-Ups                         | Глория                                    |
| 1981      | с  | Да, господин министр                               | Yes Minister                      | Джоан Литтлер (эпизод «Ярмарочный столб») |
| 1982      | тф | Король Лир                                         | King Lear                         | Корделия                                  |
| 1983      | тф | Генрих Шестой                                      | The First Part of Henry the Sixt  | Жанна д’Арк                               |
| 1983      | с  | Непридуманные истории                              | Tales of the Unexpected           | Кэрол Хатчинс (эпизод «Ударь и беги»)     |
| 1984—1986 | с  | Шанс на миллион                                    | Chance in a Million               | Элисон Литтл                              |
| 1987      | тф | Бедная маленькая богатая девочка                   | Poor Little Rich Girl             | Тики Токе                                 |
| 1988      | с  | Сказочник                                          | The Storyteller                   | супруга Сказочника                        |
| 1989—1990 | с  | Подвиги Эрики                                      | The Labours of Erica              | Эрика Парсонс                             |
| 1990      | ф  | Ведьмы                                             | The Witches                       | миссис Дженкинс                           |
| 1992      | ф  | Там, где течёт река                                | A River Runs Through It           | миссис Маклин                             |
| 1996      | ф  | Тайны и ложь                                       | Secrets & Lies                    | Синтия Роуз Пёрли                         |
| 1998      | ф  | Девичник                                           | Girls' Night                      | Дон Уилкинсон                             |
| 1998      | ф  | Ночной поезд                                       | Night Train                       | Элис Муни                                 |
| 1998      | ф  | В зимней темноте                                   | In the Winter Dark                | Ида Стаббс                                |
| 1998      | ф  | Голосок                                            | Little Voice                      | Мэри Хофф                                 |
| 1998      | ф  | Музыка из другой комнаты                           | Music from Another Room           | Грейс Свон                                |
| 2000      | ф  | Спасите Грейс                                      | Saving Grace                      | Грейс Треветин                            |
| 2001      | с  | Анна Франк                                         | Anne Frank: The Whole Story       | Аугуста ван Пелс                          |
| 2001      | ф  | Папаша и другие                                    | Daddy and Them                    | Джулия Монтгомери                         |
| 2001      | ф  | Обаятельная и привлекательная                      | Lovely & Amazing                  | Джейн Маркс                               |
| 2001      | ф  | На носу                                            | On the Nose                       | миссис Делани                             |
| 2002      | ф  | Тыковка                                            | Pumpkin                           | Джуди Романофф                            |
| 2002      | ф  | Жиголо                                             | Sonny                             | Джуэл Филлипс                             |
| 2002      | ф  | Четверо похорон и одна свадьба                     | Plots with a View                 | Бетти Рис-Джонс                           |
| 2002      | мф | Дикая семейка Торнберри                            | The Wild Thornberrys Movie        | учительница миссис Фэйргуд                |
| 2003      | ф  | Интимный словарь                                   | The Sleeping Dictionary           | Агги Буллард                              |
| 2003      | ф  | Близзард                                           | Blizzard                          | тётя Милли                                |
| 2004      | ф  | Джим с Пиккадилли                                  | Piccadilly Jim                    | Нина Бэнкс                                |
| 2004      | ф  | У моря                                             | Beyond the Sea                    | Полли Кассатто                            |
| 2004      | ф  | Стиль жизни                                        | A Way of Life                     | Аннетт                                    |
| 2005      | мф | Винни и Слонотоп                                   | Pooh's Heffalump Movie            | мама Слонотопа                            |
| 2005      | ф  | В ясный день                                       | On a Clear Day                    | Джоан Редмонд                             |
| 2005      | ф  | Гордость и предубеждение                           | Pride & Prejudice                 | миссис Беннет                             |
| 2007      | ф  | Клубландия                                         | Clubland                          | Джин Дуайт, «Джинни»                      |
| 2007      | ф  | Искупление                                         | Atonement                         | Грейс Тёрнер                              |
| 2007      | с  | Война и мир                                        | War and Peace                     | Мария Дмитриевна Ахросимова               |
| 2009      | ф  | Лондон Ривер                                       | London River                      | Элизабет Соммерс                          |
| 2009      | мф | Мои друзья Тигруля и Винни: Мюзикл волшебного леса | Tigger and Pooh and a Musical Too | мама Слонотопа                            |
| 2009      | ф  | Наперегонки со смертью                             | Dead Man Running                  | мать                                      |
| 2009      | с  | Закон и порядок: Специальный корпус                | Law & Order: Special Victims Unit | Линни Малкольм / Каролина Кантуэлл        |
| 2011—2025 | с  | Вера                                               | Vera                              | Вера Стэнхоуп                             |
| 2011      | ф  | Мой ангел                                          | My Angel                          | директриса                                |
| 2013      | ф  | Мэри и Марта                                       | Mary and Martha                   | Марта                                     |
| 2014      | ф  | Двое в городе                                      | Two Men in Town                   | Эмили Смит                                |

## Награды
- Каннский кинофестиваль (1996) — «Серебряная премия за лучшую женскую роль» («Тайны и ложь»)
- Золотой глобус (1997) — «Лучшая актриса в драме» («Тайны и ложь»)
- BAFTA (1997) — «Лучшая актриса» («Тайны и ложь»)